# Wilhelm Lentrodt (Politiker)
Carl Friedrich Wilhelm Lentrodt (* 16. März 1838 in Oesdorf; † 26. März 1921 in Flechtdorf) war ein deutscher Rentmeister und Politiker.
Er war der Sohn des Färbermeisters und Gutsbesitzers Christian Lentrodt und dessen Ehefrau Christiane, geboren als Zipp. Am 22. September 1863 heiratete er in Schlangen (Lippe) Emilie Pehlig. Ihr gemeinsamer Sohn Wilhelm Lentrodt wurde Schriftsteller.
Lentrodt lebte als Landwirt in Oesdorf. Von 1888 bis 1921 war er Hospitalrentmeister und fürstlicher Rat in Flechtdorf sowie Verwalter des Stiftes Schaaken.
Im Wahlkreis Pyrmont wurde er von 1868 bis 1890 zum Abgeordneten im Landtag des Fürstentums Waldeck-Pyrmont gewählt.